# Ficus subglabritepala
Ficus subglabritepala är en mullbärsväxtart som beskrevs av C. C. Berg. Ficus subglabritepala ingår i släktet fikonsläktet, och familjen mullbärsväxter. Inga underarter finns listade i Catalogue of Life.